# Höhle von Altxerri

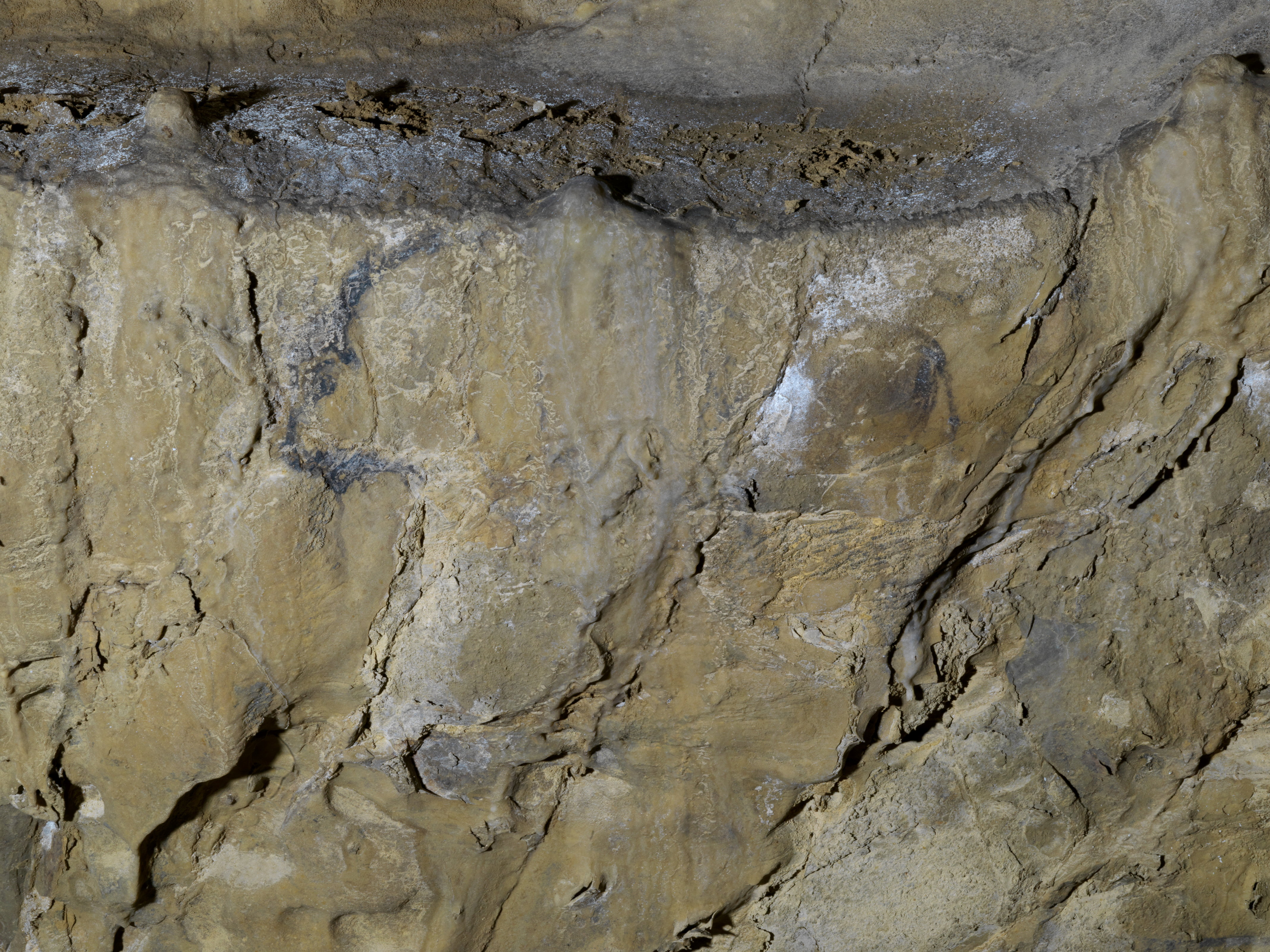
Höhlenmalerei eines Bisons in der Höhle

Die Höhle von Altxerri [al'tʃeri] ist eine altsteinzeitlich genutzte Höhle in der spanischen Autonomen Gemeinschaft Baskenland, aus der Kulturstufe des Magdalénien. Sie liegt auf der Gemarkung des Ortes Aia, nahe San Sebastián. Sie gehört zum Umkreis der Frankokantabrischen Höhlenkunst. Die Höhle ist nicht für die Öffentlichkeit, jedoch für Forscher zugänglich. Der aktuelle sowie der natürliche Eingang der Höhle befindet sich an einer Steilwand. Die Höhle liegt auf in Schichten abgelagerten Kalksteinen.
Die Höhlenmalereien zeigen u. a. Fische, Füchse, Hirsche, Rentiere, eine Saiga-Antilope, Schlangen, Steinböcke, Vögel und Wisente. Die Abbildungen sind gut erhalten, durch die hohe Feuchtigkeit der Wände sind die Bilder jedoch größtenteils verschwunden.
In der Nähe, etwa zehn Kilometer entfernt, befindet sich die Höhle von Ekain.
Zusammen mit den Höhlen von Ekain, Santimamiñen und Isturitz, gehört die Höhle zu den vorgeschichtlichen Höhlen des Golf von Bizkaia. Seit Juli 2008 stehen diese zusammen mit 12 anderen Höhlen entlang der Kantabrischen Küste unter Denkmalschutz.